# Zsuzsanna Gahse
Dans le nom hongrois Gahse Zsuzsanna, le nom de famille précède le prénom, mais cet article utilise l’ordre habituel en français Zsuzsanna Gahse, où le prénom précède le nom.
Zsuzsanna Gahse (née 27 juin 1946 à Budapest) est une autrice germanophone d'origine hongroise, grand prix suisse de littérature 2018 et traductrice du hongrois vers l'allemand.

## Biographie
Ses parents partent de la Hongrie lors de la révolution de 1956 pour se réfugier à Vienne, puis à Cassel. En 1969, elle rédige des articles pour des magazines et le journal Süddeutscher Rundfunk.
À partir de 1978, elle est encouragée par l'essayiste allemand Helmut Heissenbüttel à traduire du hongrois. De 1989 à 1993, elle a été chargée de cours à l'université de Tübingen et en 1996, chargée de cours en poésie à l'université Otto-Friedrich de Bamberg.
Son premier roman, Zero, parait en allemand en 1983. Elle a publié une quarantaine de livres.
Zsuzsanna Gahse est également traductrice du hongrois vers l'allemand notamment des ouvrages de Péter Esterházy et Péter Nádas. Elle vit en Suisse à Müllheim. Elle est membre depuis 2003 de l'association des autrices et auteurs de Suisse
Elle est récompensée par le Grand prix suisse de littérature 2018 et les huit membres du jury saluent « l'œuvre originale entre poésie et prose ».

## Publications
Traduit en français
- Logbuch : Livre de bord,, traduit par Patricia Zürcher 2007, Editions d'en bas,  (ISBN 978-2829003400)
- Cubes danubiens, traduit par Marion Graf, 2019, Hippocampe.  (ISBN 979-10-96911-27-1)

## Prix et récompenses
- 2006 : Prix Adalbert-von-Chamisso
- 2010 : Prix Johann Heinrich Voß pour la traduction
- 2018 : Grand prix suisse de littérature[4]